# Sungai Tawar
Sungai Tawar is een bestuurslaag in het regentschap Tanjung Jabung Timur van de provincie Jambi, Indonesië. Sungai Tawar telt 2571 inwoners (volkstelling 2010).